# فيتور بانيرا
فيتور مانويل دا كوستا أراوجو (بالبرتغالية: Vítor Manuel da Costa Araújo؛ مواليد 16 فبراير 1966) هو لاعب خط وسط أيمن ومدير فني برتغالي سابق.

## وصلات خارجية
- فيتور بانيرا على موقع الاتحاد الأوربي (الإنجليزية)
- فيتور بانيرا على موقع قاعدة بيانات كرة القدم.إي يو (الإنجليزية)
- فيتور بانيرا على موقع ناشيونال فوتبول تيمز (الإنجليزية)